# Pangrapta saucia
Pangrapta saucia là một loài bướm đêm trong họ Erebidae.